# Campionato mondiale di enduro 2023
Il Campionato mondiale di enduro 2023, trentaquattresima edizione della competizione ha avuto inizio in Italia il 31 marzo 2023 ed è terminata in Portogallo l’8 ottobre dopo 7 prove.
Le vittorie sono andate allo spagnolo Joseph Garcia Montaña su KTM nella E1 e ai britannici Steve Holcombe nella E2 e Brad Thomas Freeman nella E3 entrambi su Beta.
Steve Holcombe è vincitore della categoria assoluta Enduro GP.

## Sistema di punteggio e calendario
| Pos.  | 1  | 2  | 3  | 4  | 5  | 6  | 7 | 8 | 9 | 10 | 11 | 12 | 13 | 14 | 15 | 16 > |
| ----- | -- | -- | -- | -- | -- | -- | - | - | - | -- | -- | -- | -- | -- | -- | ---- |
| Punti | 20 | 17 | 15 | 13 | 11 | 10 | 9 | 8 | 7 | 6  | 5  | 4  | 3  | 2  | 1  | 0    |

| Prova | Data                      | Gran Premio                 | Località          | Vincitore gara 1      | Vincitore gara 2      |
| ----- | ------------------------- | --------------------------- | ----------------- | --------------------- | --------------------- |
| 1     | 31 marzo 1-2 aprile       | Gran Premio d’Italia        | Sanremo           | Brad Thomas Freeman   | Brad Thomas Freeman   |
| 2     | 5-6 maggio                | Gran Premio di Spagna       | Lalin             | Brad Thomas Freeman   | Brad Thomas Freeman   |
| 3     | 26-27-28 maggio           | Gran Premio di Finlandia    | Heinola           | Brad Thomas Freeman   | Joseph Garcia Montaña |
| 4     | 1-2-3 giugno              | Gran Premio di Svezia       | Skovde            | Joseph Garcia Montaña | Steve Holcombe        |
| 5     | 30 giugno 1-2 luglio      | Gran Premio di Slovacchia   | Gelinca           | Steve Holcombe        | Andrea Verona         |
| 6     | 29-30 settembre 1 ottobre | Gran Premio di Portogallo 1 | Valpacos          | Joseph Garcia Montaña | Joseph Garcia Montaña |
| 7     | 6-7-8 ottobre             | Gran Premio di Portogallo 2 | Santiago do Cacem | Joseph Garcia Montaña | Joseph Garcia Montaña |

## EnduroGP

### Piloti
| Pos. | Pilota                | Moto      | Punti |
| ---- | --------------------- | --------- | ----- |
| 1    | Steve Holcombe        | Beta      | 222   |
| 2    | Joseph Garcia Montaña | KTM       | 210   |
| 3    | Andrea Verona         | Gas Gas   | 209   |
| 4    | Brad Thomas Freeman   | Beta      | 169   |
| 5    | Hamish Macdonald      | Sherco    | 143   |
| 6    | Nathan Watson         | Honda     | 122   |
| 7    | Zachary Pichon        | Sherco    | 108   |
| 8    | Theophile Espinasse   | Beta      | 103   |
| 9    | Jamie Mccanney        | Husqvarna | 97    |
| 10   | Mikael Persson        | Husqvarna | 86    |
| 11   | Samuele Bernardini    | Honda     | 67    |
| 12   | Matteo Cavallo        | TM        | 45    |
| 13   | Antoine Magain        | Sherco    | 41    |
| 14   | Daniel Milner         | TM        | 40    |
| 15   | Wil Ruprecht          | Sherco    | 32    |

### Costruttori
| Pos. | Costruttore | Punti |
| ---- | ----------- | ----- |
| 1    | Beta        | 249   |
| 2    | KTM         | 210   |
| 3    | Gas Gas     | 209   |
| 4    | Sherco      | 162   |
| 5    | Honda       | 140   |
| 6    | Husqvarna   | 125   |
| 7    | TM          | 84    |
| 8    | Yamaha      | 4     |
| 9    | Fantic      | 1     |

## E1

### Piloti
| Pos. | Pilota                | Moto      | Punti |
| ---- | --------------------- | --------- | ----- |
| 1    | Joseph Garcia Montaña | KTM       | 249   |
| 2    | Theophile Espinasse   | Beta      | 203   |
| 3    | Jamie Mccanney        | Husqvarna | 200   |
| 4    | Zachary Pichon        | Sherco    | 197   |
| 5    | Matteo Pavoni         | TM        | 154   |
| 6    | Roni Kytonen          | Honda     | 121   |
| 7    | Bruno Crivilin        | Honda     | 99    |
| 8    | Thoams Oldrati        | Honda     | 93    |
| 9    | Davide Soreca         | Sherco    | 81    |
| 10   | Jack Edmonson         | Husqvarna | 60    |

### Costruttori
| Pos. | Costruttore | Punti |
| ---- | ----------- | ----- |
| 1    | KTM         | 255   |
| 2    | Beta        | 209   |
| 3    | Sherco      | 205   |
| 4    | Husqvarna   | 200   |
| 5    | Honda       | 157   |
| 6    | TM          | 154   |
| 7    | Gas Gas     | 8     |

## E2

### Piloti
| Pos. | Pilota                 | Moto      | Punti |
| ---- | ---------------------- | --------- | ----- |
| 1    | Steve Holcombe         | Beta      | 260   |
| 2    | Andrea Verona          | Gas Gas   | 247   |
| 3    | Hamish Macdonald       | Sherco    | 188   |
| 4    | Nathan Watson          | Honda     | 178   |
| 5    | Samuele Bernardini     | KTM       | 153   |
| 6    | Daniel Milner          | TM        | 115   |
| 7    | Krystof Kouble         | Husqvarna | 102   |
| 8    | Wil Ruprecht           | Sherco    | 98    |
| 9    | Marc Sans              | Yamaha    | 82    |
| 10   | Nicolas Andres Kutulas | KTM       | 46    |

### Costruttori
| Pos. | Costruttore | Punti |
| ---- | ----------- | ----- |
| 1    | Beta        | 260   |
| 2    | Gas Gas     | 247   |
| 3    | Honda       | 200   |
| 4    | Sherco      | 192   |
| 5    | Husqvarna   | 116   |
| 6    | TM          | 115   |
| 7    | Yamaha      | 88    |
| 8    | KTM         | 65    |
| 9    | Kawasaki    | 2     |

## E3

### Piloti
| Pos. | Pilota                | Moto      | Punti |
| ---- | --------------------- | --------- | ----- |
| 1    | Brad Thomas Freeman   | Beta      | 373   |
| 2    | Mikael Persson        | Husqvarna | 358   |
| 3    | Antoine Magain        | Sherco    | 305   |
| 4    | Morgan Lesiardo       | Sherco    | 253   |
| 5    | Matteo Cavallo        | TM        | 237   |
| 6    | Benjamin Herrera Ried | Gas Gas   | 217   |
| 7    | Luc Fargier           | Beta      | 143   |
| 8    | Jaume Betriu          | KTM       | 137   |
| 9    | Luca Fischeder        | Sherco    | 134   |
| 10   | Lorenzo Macoritto     | Fantic    | 119   |

### Costruttori
| Pos. | Costruttore | Punti |
| ---- | ----------- | ----- |
| 1    | Beta        | 248   |
| 2    | Husqvarna   | 225   |
| 3    | Sherco      | 200   |
| 4    | TM          | 144   |
| 5    | Gas Gas     | 114   |
| 6    | KTM         | 107   |
| 7    | Fantic      | 82    |
| 8    | Rieju       | 71    |